# Anders Wiman
Anders Wiman (Hammerlöf, Malmöhus, 11 de fevereiro de 1865 — Lund, Suécia, 13 de agosto de 1959) foi um matemático sueco.
Wiman obteve um doutorado na Universidade de Lund em 1892, orientado por Carl Fabian Björling. Depois lecionou na Universidade de Uppsala, onde Arne Beurling e Fritz Carlson foram seus alunos.
Foi eleito membro da Academia Real das Ciências da Suécia em 1905.
Foi palestrante convidado do Congresso Internacional de Matemáticos em Heidelberg (1904: Die metazyklischen Gleichungen 9. Grades).